# Rádai Sándor
Rádai Sándor (Budapest, 1932. május 30. – Budapest, 2011. május 9.) gépészmérnök, rehabilitációs szakember, fogyatékosügyi aktivista.

## Élete, munkássága
A járványos gyermekbénulás következtében maga is súlyos mozgáskorlátozottként élt. 1951-ben érettségizett a Kölcsey Gimnáziumban, majd 1956-ban szerzett diplomát a BME Gépészmérnöki Karán, vegyipari gépész szakon. 1992-ig különböző állami vállalatok főmunkatársa, főmérnök, főosztályvezető. 1992-től egyéni vállalkozó volt.
1977-től a Mozgássérültek Budapesti Egyesületének vezetőségi tagja,  részt vett a Mozgássérültek Egyesületeinek Országos Szövetsége (MEOSZ) létrehozásában, majd az elnökség tagja lett, ahol az akadálymentes környezet speciális kialakításának, jogalkotásának szakértője, közreműködője volt. 
Haláláig aktívan dolgozott. Munkásságának köszönhető a hazai akadálymentes építkezés, épületátalakítások jogszabályi kötelezettsége, de nevéhez kötődik az akadálymentes tömegközlekedés igényének elfogadtatása is az illetékesekkel. Ő dolgozta ki az építési szabványokra vonatkozó első ajánlásokat, a mozgássérültek számára rendszeresített parkolóigazolvány, és a benzinjegy rendszerét. A Korszerű Technikával a Mozgáskorlátozott Emberekért Alapítvány kuratóriumi elnöke, vezetője volt.

## Díjak, kitüntetések
- Kiváló Dolgozó
- Pro Caritate (többször)
- Magyar Köztársasági Érdemjegy Arany Érdemérem
- Magyar Köztársasági Érdemkereszt ezüst fokozat
- Rehabilitációért és Fogyatékosokért Életműdíj

## Emlékezete
2013. október 24-én emléktáblát avattak tiszteletére a MEOSZ székházában.